# Вольногорский горно-металлургический комбинат
Вольногорский горно-металлургический комбинат — горно-обогатительное и металлургическое предприятие в Днепропетровской области Украины, работает на базе Малышевского (Самотканского) россыпного месторождения ильменит-рутил-цирконовых песков, открытого в 1954 году.

## История
Вольногорский государственный горно-металлургический комбинат основан в 1956 году. Эксплуатация месторождения и производство ильменитового, рутилового и цирконового концентратов осуществляется с 1961 года.

## Технология
Разработка ведётся карьерным способом с использованием роторного комплекса. Транспортировка рудных песков осуществляется ленточными конвейерами и гидротранспортом; вскрышных пород — конвейерами и автотранспортом. Обогатительное производство в своём составе имеет фабрику обезвоживания и обогащения, и именно обогатительное производство, которое включает дезинтеграцию и обесшламливание, гравитационное обогащение, сушку, разделение коллективного концентрата с использованием электрических и магнитных методов обогащения. Реконструкция обогатительного производства в 1974—1980 годах позволила довести мощность предприятия до 200 тысяч тонн в год ильменитового концентрата. Основными продуктами обогащения комбината является рутиловый (более 95 % TiO₂), ильменитовый (более 63 % TiO₂), цирконовые, ставролитовый, дистен-силлиманитовый концентраты.